# Puchar Narodów Pacyfiku 2013

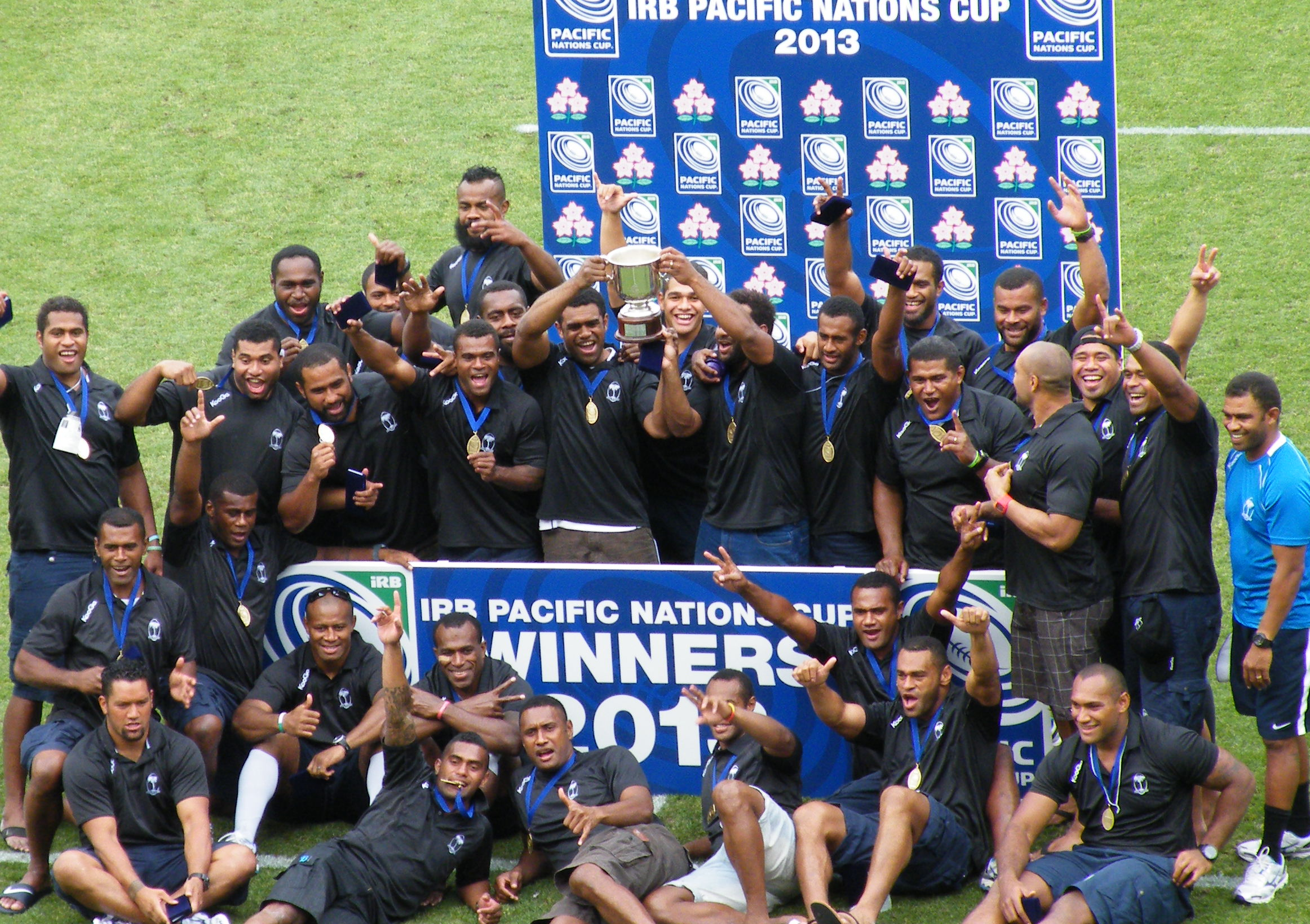
Triumfatorzy zawodów – Fidżyjczycy

Puchar Narodów Pacyfiku 2013 – ósma edycja corocznego turnieju organizowanego pod auspicjami IRB dla drużyn z regionu Pacyfiku. Turniej odbył się pomiędzy 25 maja a 23 czerwca 2013 roku i wzięło w nim udział pięć reprezentacji.

## Informacje ogólne
Do zawodów w tej edycji dołączyły Stany Zjednoczone oraz Kanada, zabrakło jednak broniących tytułu Samoańczyków, którzy udali się na turniej w RPA. Połowa spotkań odbyła się w Japonii, trzy w Kanadzie oraz po jednym w USA i na Fidżi. Pięć uczestniczących zespołów rywalizowało systemem kołowym w ciągu czterech meczowych dni pomiędzy 2 a 23 czerwca 2012 roku. Zwycięzca meczu zyskiwał cztery punkty, za remis przysługiwały dwa punkty, porażka nie była punktowana, a zdobycie przynajmniej czterech przyłożeń lub przegrana nie więcej niż siedmioma punktami premiowana była natomiast punktem bonusowym. Sędziowie zawodów.
Zawody zostały rozegrane w ciągu siedmiu meczowych dni i triumfowała w nich reprezentacja Fidżi uświetniając tym samym obchody stulecia powstania Fiji Rugby Union. Najwięcej punktów w turnieju zdobył Kanadyjczyk James Pritchard, zaś w klasyfikacji przyłożeń z trzema zwyciężyli Fidżyjczyk Nemani Nadolo i Tongijczyk Fetu’u Vainikolo.

## Mecze
| 25 maja 201314:10 | Japonia                                         | 17:27 | Tonga                                                          | Nippatsu Mitsuzawa Stadium, Jokohama Widzów: 5598 Sędzia: Angus Gardner |
| 25 maja 201314:10 | Kizu 5 (P) Gorōmaru 2 (pd) Saʻu 5 (P) Tui 5 (P) | 17:27 | Vainikolo 10 (2P) Apikotoa 7 (2pd K) Helu 5 (P) Aholelei 5 (P) | Nippatsu Mitsuzawa Stadium, Jokohama Widzów: 5598 Sędzia: Angus Gardner |
| 25 maja 201314:10 | Kaho                                            | 17:27 |                                                                | Nippatsu Mitsuzawa Stadium, Jokohama Widzów: 5598 Sędzia: Angus Gardner |

| 25 maja 201314:10 | Kanada                           | 16:9 | Stany Zjednoczone | Ellerslie Rugby Park, Edmonton Widzów: 3526 Sędzia: Francisco Pastrana |
| 25 maja 201314:10 | Braid 11 (pd 3K) Moonlight 5 (P) | 16:9 | Siddall 9 (3K)    | Ellerslie Rugby Park, Edmonton Widzów: 3526 Sędzia: Francisco Pastrana |

| 1 czerwca 201315:40 | Fidżi                                                                     | 22:8 | Japonia                      | Churchill Park, Lautoka Widzów: 3500 Sędzia: Garratt Williamson |
| 1 czerwca 201315:40 | Bobo 5 (P) Koroilagilagi 2 (pd) Naikatini 5 (P) Natoga 5 (P) Nadolo 5 (P) | 22:8 | Gorōmaru 3 (K) Fukuoka 5 (P) | Churchill Park, Lautoka Widzów: 3500 Sędzia: Garratt Williamson |

| 5 czerwca 201318:40 | Kanada                                                    | 20:18 | Fidżi                                                           | Twin Elm Rugby Park, Ottawa Widzów: 4548 Sędzia: JP Doyle |
| 5 czerwca 201318:40 | Braid 5 (pd K) Carpenter 5 (P) Jones 5 (P) Barkwill 5 (P) | 20:18 | Koroilagilagi 6 (2K) Nadolo 5 (P) Lutumailagi 2 (pd) Qera 5 (P) | Twin Elm Rugby Park, Ottawa Widzów: 4548 Sędzia: JP Doyle |

| 8 czerwca 201314:10 | Kanada                                                     | 36:27 | Tonga                                                                              | Richardson Memorial Stadium, Kingston Widzów: 3117 Sędzia: JP Doyle |
| 8 czerwca 201314:10 | Hearn 3 (K) Pritchard 23 (P 3pd 4K) Evans 5 (P) Duke 5 (P) | 36:27 | Vainikolo 5 (P) Helu 5 (P) Lokotui 5 (P) Morath 5 (pd K) Iongi 5 (P) Hakalo 2 (pd) | Richardson Memorial Stadium, Kingston Widzów: 3117 Sędzia: JP Doyle |
| 8 czerwca 201314:10 | Ardron                                                     | 36:27 | Piukala · Halaifonua · Aholelei                                                    | Richardson Memorial Stadium, Kingston Widzów: 3117 Sędzia: JP Doyle |

| 14 czerwca 201319:30 | Stany Zjednoczone | 9:18 | Tonga                                      | Home Depot Center, Carson Widzów: 6000 Sędzia: Francisco Pastrana |
| 14 czerwca 201319:30 | Wyles 9 (3K)      | 9:18 | Hakalo 5 (pd K) Piukala 10 (2P) Palu 3 (K) | Home Depot Center, Carson Widzów: 6000 Sędzia: Francisco Pastrana |
| 14 czerwca 201319:30 | Latu              | 9:18 |                                            | Home Depot Center, Carson Widzów: 6000 Sędzia: Francisco Pastrana |

| 19 czerwca 201317:10 | Fidżi                                                                     | 35:10 | Stany Zjednoczone              | Mizuho Rugby Stadium, Nagoja Widzów: 3459 Sędzia: Greg Garner |
| 19 czerwca 201317:10 | Nagusa 5 (P) Kenatale 5 (P) Matadigo 5 (P) Bai 15 (3pd 3K) Matawalu 5 (P) | 35:10 | Siddall 5 (pd K) Suniula 5 (P) | Mizuho Rugby Stadium, Nagoja Widzów: 3459 Sędzia: Greg Garner |

| 19 czerwca 201319:10 | Japonia               | 16:13 | Kanada                          | Mizuho Rugby Stadium, Nagoja Widzów: 4456 Sędzia: Jonathon White |
| 19 czerwca 201319:10 | Gorōmaru 16 (P pd 3K) | 16:13 | Hearn 5 (P) Pritchard 8 (pd 2K) | Mizuho Rugby Stadium, Nagoja Widzów: 4456 Sędzia: Jonathon White |

| 23 czerwca 201312:10 | Tonga                                               | 21:34 | Fidżi                                                  | Chichibunomiya Rugby Stadium, Tokio Widzów: 7195 Sędzia: Jonathon White |
| 23 czerwca 201312:10 | Latu 5 (P) Palu 9 (3K) Anderson 5 (P) Fahiua 2 (pd) | 21:34 | Bobo 5 (P) Nadolo 5 (P) Bai 14 (4pd 2K) Nalaga 10 (2P) | Chichibunomiya Rugby Stadium, Tokio Widzów: 7195 Sędzia: Jonathon White |

| 23 czerwca 201314:10 | Japonia                                                                                          | 38:20 | Stany Zjednoczone                      | Chichibunomiya Rugby Stadium, Tokio Widzów: 9467 Sędzia: Greg Garner |
| 23 czerwca 201314:10 | Gorōmaru 8 (4pd) Saʻu 5 (P) Tui 5 (P) Fujita 5 (P) Hirose 5 (P) Tanaka 5 (P) 1 karne przyłożenie | 38:20 | Wyles 10 (P pd K) Fry 5 (P) Hume 5 (P) | Chichibunomiya Rugby Stadium, Tokio Widzów: 9467 Sędzia: Greg Garner |
| 23 czerwca 201314:10 | Fry                                                                                              | 38:20 |                                        | Chichibunomiya Rugby Stadium, Tokio Widzów: 9467 Sędzia: Greg Garner |